# 遠藤圭一郎
遠藤 圭一郎（えんどう けいいちろう、10月13日 - ）は、日本の男性声優。以前はアクセントに所属していた。アクセント附属養成所シャイン5期生。

## 出演作品

### テレビアニメ
- エンジェル・ハート（刑事）
- 格闘美神 武龍（門弟A）
- さよなら絶望先生（ヲタクC）
- 奏光のストレイン（科学者、管制官、副長）
- はじめの一歩（練習生）
- BUS GAMER
- ふしぎなメルモ（リニューアル版）（犬B）
- ふしぎ星の☆ふたご姫（ヤン、侍従、村人達）
- ふしぎ星の☆ふたご姫 Gyu!（ヤヤン）
- 魔法少女リリカルなのはStrikerS（オーリスの部下、議員、局員A、警邏職員、研究員、航空魔導師A、司令通信士B、ニュースレポーター）
- 夜明け前より瑠璃色な 〜Crescent Love〜（宰相、月、外務官）
- ルビー・グルーム（客A）
- RED GARDEN（研究員）
- ロビーとケロビー（ロボ1）

### OVA
- きらめき☆プロジェクト（重役）
- 円盤皇女ワるきゅーレ 星霊節の花嫁（駅員）

### 吹き替え
- ディテクティヴ（ジミー）
- 4400 未知からの生還者